# Acide de Mead
L’acide de Mead, également appelé acide eicosatriénoïque, est l'acide carboxylique 20:3 (n-9), c'est-à-dire qu'il compte 20 atomes de carbone et trois doubles liaisons cis (Z) dont la première est située entre les carbones 9 et 10 à partir du carbone ω (le plus éloigné du carboxyle). Il s'agit par conséquent d'un acide gras oméga-9.
Il est présent naturellement chez les animaux, qui sont capables de le biosynthétiser de novo. Il est également trouvé dans les cartilages. Sa présence à concentration élevée dans le sang est une indication de carence en acides gras essentiels.
Il peut former divers eicosanoïdes sous l'action de la lipoxygénase, du cytochrome p450 ou de la cyclooxygénase, notamment des HETE) et des hydroperoxydes (HpETE). 